# NGC 6727
NGC 6727 est une nébuleuse par réflexion située dans la constellation de la Couronne australe. Cette nébuleuse a été découverte par l'astronome allemand Julius Schmidt en 1861.
Cette nébuleuse forme une paire de nébuleuses par réflexion avec NGC 6726. Cette paire, ainsi que la nébuleuse NGC 6729 sont intégrées dans un vaste nuage interstellaire de gaz et de poussière. L'étoile variable R CrA (R Coronae Australis) est située au sommet de NGC 6729, alors que l'étoile T CrA (en) (T Coronae Australis) de type FOe est sur sa bordure sud-est. L'étoile variable irrégulière TY CrA (en) illumine la nébuleuse NGC 6726. Selon une publication rapportant les mesures du satellite Gaia parue en 2020, cette étoile est à une distance de 159,1 ± 4,4 pc (∼519 al). 

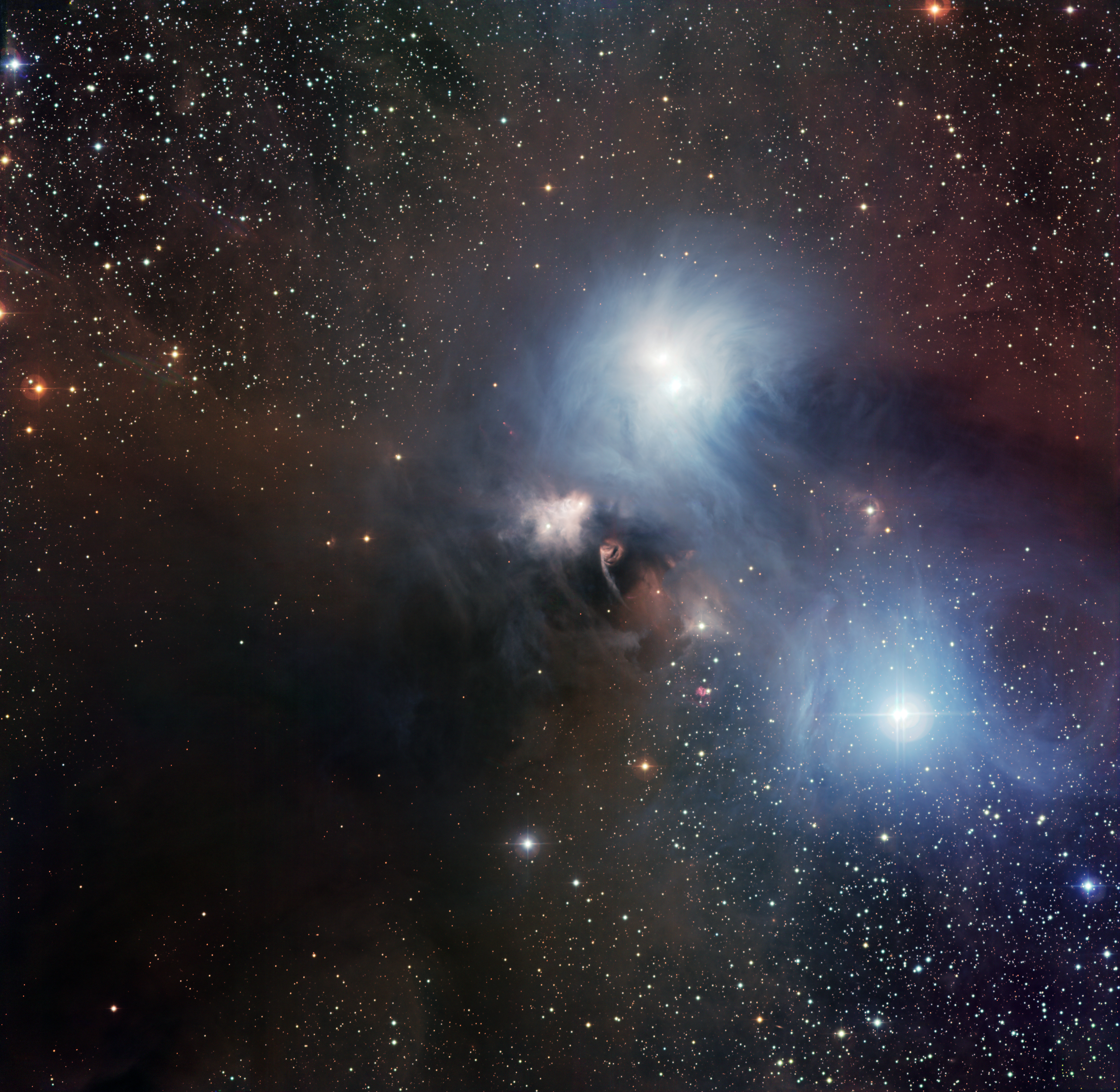
La région de l'étoile R CrA et trois nébuleuses par réflexion. Cette image a été par la caméra Wide Field Imager du télescope de 2,2 mètres de l'observatoire de La Silla.

Une image plus vaste de la région évoque un babouin avec les nébuleuses NGC 6726, NGC 6727, NGC 6729 et IC 4812.